# شل پاکستان
شل پاکستان (به انگلیسی: Shell Pakistan) شرکت نفت و گاز پاکستانی است، که در سال ۱۸۹۸ توسط شرکت شل تأسیس شد و هم‌اکنون بیش از ۱۰۰ سال است که عملیات بخش آسیای جنوبی این شرکت نفتی را مدیریت و اجرا می‌کند.
فعالیت‌های شرکت شل در کشور پاکستان تنها به عملیات پایین‌دستی صنعت نفت (پالایش، انتقال و توزیع) محدود می‌شود، از این‌رو شرکت شل پاکستان در زمینه فروش و بازاریابی بنزین، روان‌سازها، سوخت‌های تجاری و ترابری هوایی فعالیت می‌نماید.